# Mary Lines
Mary Lines-Smith, angleška atletinja, * 3. december 1893, London, Anglija, Združeno kraljestvo, † december 1978, Worthing, Anglija.
Ni nastopila na poletnih olimpijskih igrah. Na svetovnih ženskih igrah je leta 1921 osvojila zlate medalje v skoku v daljino ter tekih na 60 m in 250 m ter srebrno medaljo v teku na 800 m, leta 1922 pa zlate medalje v skok v daljino, teku na 300 m in štafeti 4x110 jardov ter srebrno medaljo v teku na 60 m in bronasto v teku na 100 jardov. Postavila je svetovne rekorde v štirih disciplinah, 20. avgusta 1922 svetovni rekord v teku na 100 m s časom 12,8 s, 23. septembra 1922 svetovni rekord v teku na 200 m s časom 26,8 s, 30. avgusta 1922 svetovni rekord v teku na 800 m s časom 2:26,6 ter 20. avgusta 1922 svetovni rekord v štafeti 4x100 m s časom 51,4 s.